# طرح نو (روزنامه)
روزنامه طرح نو یک نشریه محلی است که در استان آذربایجان شرقی به چاپ می‌رسد. این نشریه ۱۰ ساله به تازگی تبدیل به روزنامه شده است.
این روزنامه در شماره ۸۶۸  مطلبی با تیتر هفت خوان رستم به چاپ رساند؛ که باعث اعتراضاتی در آذربایجان شد. و به خاطر این مطلب هیئت نظارت بر مطبوعات به مدیر مسئول اخطار داد.